# Hradlo AND
Hradlo AND je integrovaný obvod s technologii TTL v řadě 7400.

## Logika hradla
Y = A*B
| A | B | Y |
| - | - | - |
| 0 | 0 | 0 |
| 0 | 1 | 0 |
| 1 | 0 | 0 |
| 1 | 1 | 1 |

## Vstupy/Výstupy

### Vstupy
Vstupy: A1, A2, A3, A4, B1, B2, B3, B4

### Výstupy
Výstupy: Y1, Y2,Y3, Y4

## Řada 7400
- 74808: 6× dvouvstupové výkonové hradlo AND
- 7421: 2× čtyřvstupové hradlo AND d
- 7415: 3× třívstupové hradlo AND s výstupem s otevřeným kolektorem d
- 7411: 3× třívstupové hradlo AND d
- 7409: 4× dvouvstupové hradlo AND s výstupem s otevřeným kolektorem d
- 7408: 4× dvouvstupové hradlo AND d